# Viville (Frankrijk)
Viville is een gemeente in het Franse departement Charente (regio Nouvelle-Aquitaine) en telt 140 inwoners (1999). De plaats maakt deel uit van het arrondissement Cognac.

## Geschiedenis
Viville is op 1 januari 2017 gefuseerd met de gemeenten Éraville, Malaville, Nonaville en Touzac tot de gemeente Bellevigne.

## Geografie
De oppervlakte van Viville bedraagt 3,0 km², de bevolkingsdichtheid is 46,7 inwoners per km².
De onderstaande kaart toont de ligging van Viville (Frankrijk) met de belangrijkste infrastructuur en aangrenzende gemeenten.

## Demografie
Onderstaande figuur toont het verloop van het inwonertal.